# 貢納島
貢納島（Gunna）是蘇格蘭的島嶼，位於科爾島和泰里島之間的大西洋海域，屬於內赫布里底群島的一部分，面積0.69平方公里，最高點海拔高度35米，島上無人居住。